# Biwabik
Biwabik è un comune degli Stati Uniti d'America, situato nello Stato del Minnesota, nella contea di St. Louis.
Stazione sciistica specializzata nello sci nordico, è attrezzata con pista da sci di fondo.